# Otto Scharf (Fotograf)

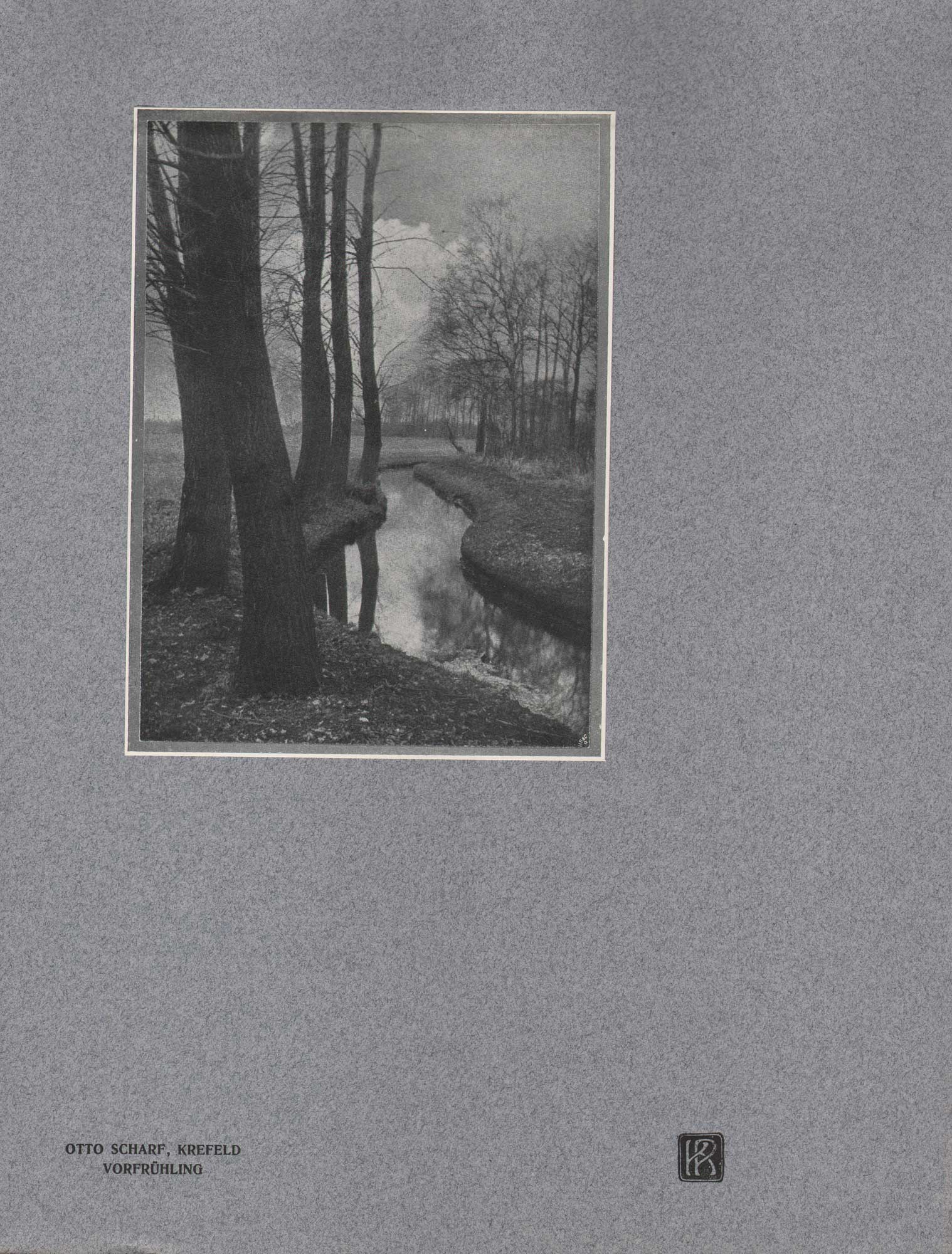
Otto Scharf: Vorfrühling, 1904

Otto Scharf (* 19. Dezember 1858 in Krefeld; † 17. August 1947 ebenda) war ein deutscher Fotograf und Turnlehrer, der als bedeutender Vertreter des Piktorialismus gilt.

## Leben
Otto Scharf wurde 1858 in Krefeld geboren. Hauptberuflich arbeitete er als Turnlehrer (von 1881 bis 1924 am dortigen Gymnasium), widmete sich aber intensiv der Fotografie. Er war Mitglied der Brotherhood of the Linked Ring, einer einflussreichen Gruppe von Fotografen, die sich der Förderung der künstlerischen Fotografie verschrieben hatte. Er gehörte 1890 zu den Gründungsmitgliedern des Freien Fotografischen Vereins Krefeld. Im Hamburger Verein der Amateurfotografen, der späteren Gesellschaft zur Förderung der Amateurfotografie in Hamburg, war er ab 1894 korrespondierendes Mitglied. Seine Werke wurden in mehreren Ausstellungen gezeigt, darunter 1893 in Hamburg mit 53 Exponaten. Der Kunsthistoriker Alfred Lichtwark bezeichnete ihn als Sattler. Unterstützung erhielt Otto Scharf von Friedrich Deneken, dem Direktor des Kaiser-Wilhelm-Museums in Krefeld.